# STS-91
La STS-91 è una missione spaziale del Programma Space Shuttle.
Fu l'ultima missione dello Space Shuttle ad agganciarsi alla stazione spaziale Mir.

## Equipaggio
- Charles J. Precourt (4) - Comandante
- Dominic L. Pudwill Gorie (1) - Pilota
- Wendy B. Lawrence (3) - Specialista di missione
- Franklin R. Chang-Diaz  - Specialista di missione
- Janet L. Kavandi (1) - Specialista di missione
- Valerij Rjumin (4) - Specialista di missione

Tra parentesi il numero di voli spaziali completati da ogni membro dell'equipaggio, inclusa questa missione.

## Parametri della missione
- Massa:
  - Navetta al rientro con carico: 117.861 kg
  - Carico utile: 16.537 kg
- Perigeo: 350 km
- Apogeo: 373 km
- Inclinazione orbitale: 51.7°
- Periodo: 1 ora, 31 minuti, 47 secondi